# 2012年夏季奧林匹克運動會俄羅斯代表團
2012年夏季奧林匹克運動會俄羅斯代表團是俄羅斯所派出的2012年夏季奧林匹克運動會代表團，俄羅斯代表團在該屆奧運共派出436名選手參加24個項目的比賽。